# Airi (Pajala)
Airi  (Airijoki) is een rivier die stroomt binnen de Zweedse  gemeente Pajala. Een van de bronbeken ontspringt in de Aareavallei, anderen komen uit het Airi- en Kleine Airimeer. De Airi stroomt rechtstreeks naar Huukki en mondt daar uit in de Muonio. Ze is circa 6 kilometer lang.
Afwatering: Airi → Muonio → Torne → Botnische Golf